# Les Proscrits

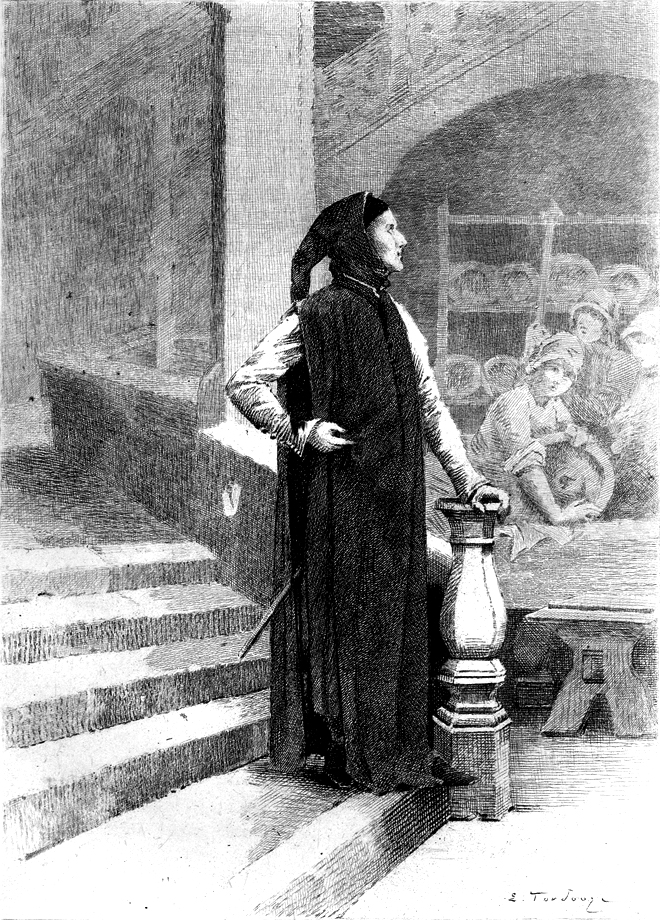

Les Proscrits (em português Os Proscritos) é uma novela de Honoré de Balzac publicada pela primeira vez na Revue de Paris em 1831 e em volume neste mesmo ano nos Romans e Contes Philosophiques (Romances e Contos Filosóficos) da editora Gosselin. Em 1835 foi incluído, junto com Louis Lambert e Séraphîta no Livre Mystique (Livro Místico), em dois volumes, da editora Werdet e, enfim em 1846, nos Estudos filosóficos da primeira edição (Furne) da Comédia Humana. Trata-se de uma homenagem ao poeta italiano Dante Alighieri,  cuja fisionomia "é estudada de forma magistral".
Encontra-se aqui um dos temas de Louis Lambert: a teoria do doutor Sigier segundo a qual a inteligência tem diversas manifestações: da inteligência da besta até a inteligência dos anjos. E também a ideia de que os anjos vivem em meio aos homens, ideia encontrada com frequência em Balzac na descrição de retratos femininos (Esther, o anjo caído de Esplendores e misérias das cortesãs, tem o aspecto de um anjo e termina sua vida em um tipo de redenção angélica).
"Um quadro da Paris medieval, um episódio da vida de Dante, uma aula do filósofo Sigier, a história de um moço que a mãe encontra depois de tê-lo perdido, são os quatro elementos insuficientemente fundidos desta narrativa, um dos produtos menos felizes da fase romântica de Balzac.

## Enredo
Em princípio do século XIV, o sargento Tirechair vive perto de Notre-Dame de Paris em uma casa sombria. Ele aloja dois estrangeiros que o assustam e que ele crê serem capazes de bruxaria, apesar de se tratar de dois fidalgos. O mais velho frequentou a corte do rei, o mais jovem (Godefroy, conde de Gand - Godofredo na edição brasileira organizada por Paulo Rónai) é filho da condessa de Mahaut, a qual trabalha como servente na casa dos Tirechair. O sargento se prepara para expulsá-los na mesma tarde em que os dois homens assistem a um curso de teologia mística. Conhece-se então o doutor Sigier e sua teoria dos mistérios da criação.
O velho gentil-homem, que foi proscrito de seu país natal, a Itália, não é outro senão o poeta Dante Alighieri, que um cavaleiro vem informar que pode retornar a Florença, sua cidade de origem. Quanto ao jovem Godefroy, que tenta se suicidar a fim de se juntar aos anjos, e que o poeta salva na última hora, acaba por encontrar sua mãe e sua nobre condição.
O desenlace rápido da narrativa, inicialmente complexa, faz desse "esboço histórico" (subtítulo de Balzac) uma obra insólita onde se encontra a expressão do misticismo do autor da Comédia Humana.